# Silent Alarm
Albums de Bloc Party
A Weekend in the City
(2007)
Silent Alarm est le premier album studio du groupe de rock indépendant britannique Bloc Party. Enregistré à Copenhague et Londres en 2004 sous la direction du producteur Paul Epworth, il sort au Japon le 2 février 2005 sur le label Wichita Recordings.
En France, l'album fut distribué par Sony Music Entertainment.

## Liste des pistes
1. Like Eating Glass (4:20)
2. Helicopter (3:40)
3. Positive Tension (3:54)
4. Banquet (3:22)
5. Blue Light (2:47)
6. She's Hearing Voices (3:29)
7. This Modern Love (4:25)
8. Pioneers (3:35)
9. Price of Gasoline (4:19)
10. So Here We Are (3:53)
11. Luno (3:57)
12. Plans (4:10)
13. Compliments (13:01)

## DVD Bonus
Un DVD contenant des morceaux live est également fourni avec l'album.
1. Positive Tension
2. Banquet
3. So Here We Are
4. She's Hearing Voices